# Корисні копалини Папуа Нової Гвінеї
Корисні копалини Папуа Нової Гвінеї

## Загальна характеристика
Країна багата на поклади золота, кобальту, міді, молібдену, є також нікель, срібло та ін к.к. (табл.).
Таблиця. — Основні корисні копалини Папуа Нової Ґвінеї станом на 1998—1999 рр.
| Корисні копалини               | Запаси       | Запаси   | Вміст корисного компоненту в рудах, % | Частка у світі, % |
| Корисні копалини               | Підтверджені | Загальні | Вміст корисного компоненту в рудах, % | Частка у світі, % |
| Золото, т                      | 1820         | 2900     | 0,6 – 3,2 г/т                         | 3,7               |
| Мідь, тис. т                   | 9624         | 10247    | 0,54 (Cu)                             | 1,4               |
| Молібден, тис. т               | 99           | 109      | 0,006 (Мо)                            | 1,1               |
| Нафта, млн т                   | 41,1         |          |                                       |                   |
| Нікель, тис. т                 | 220          | 1400     | 0,9 (Ni)                              | 0,4               |
| Природний горючий газ, млрд м3 | 170          |          |                                       | 0,1               |
| Срібло, т                      | 5130         | 6130     | 50 г/т                                | 0,9               |
| Кобальт, тис. т                | 142          | 151      | 0,11 (Со)                             | 2,6               |

## Окремі види корисних копалин
Вуглеводні. У Папуа Новій Ґвінеї виявлені запаси нафти і природного газу. Запропонований перший проєкт прокладки газопроводу в Австралію, прогнозують і інші проєкти.
У 2002 р на Південних Висотах Папуа Нової Ґвінеї за 10 км південний схід від нафтового родовища Гобе Південно-Східне розкрито вуглеводневі поклади висотою 30 м; водо-нафтовий контакт (ВНК) знаходиться на глибині 2453 м. Площа Біліп є власністю фірм Santos, Oil Search, Murray Petroleum, Cue PNG Oil Company [Petroleum Economist. 2002. V.69, № 12].
Золото. Прогнозні ресурси золота в країні — 2-5 тис.т, що становить 6-у позицію у світі (поряд з Австралією, Канадою, Ґаною, Індонезією, Венесуелою, Перу і Чилі). Країна володіє унікальним родовищем золота — Ліхір, яке за початковими запасами дорогоцінного металу займає 1-е місце у світі, а також родовище світового значення Поргера.
На початку XXI ст. геологорозвідувальні роботи (ГРР) в Папуа Новій Ґвінеї показали, що ліміт великомасштабних родовищ золото-порфірових руд (таких як Ліхір і Поргера) вичерпаний. Тому починаючи з 1995 р. основна увага приділяється розвідці багатих руд жильних золото-срібних родовищ епітермального типу середнього і великого масштабу. До таких об'єктів належать розташовані в сер. частині о. Новая Ґвінея родов. Маунт-Кар (Mount Kare), Каїнанту (Kainantu) і родов. рудного поля Моробе (Morobe). Всі вони пов'язані з вулкано-тектонічними спорудами, що характеризуються виявом центральних жерлових штоків субвулканічного і (або) гіпабісального типу, які нерідко супроводжуються трубо- і лійкоподібними тілами експлозивних брекчій.
На кінець 1999 р. загальні запаси родовища Маунт-Кар становили 20,4 млн т руди із вмістом золота 5,6 г/т (114 т золота), срібла — 28,7 г/т; підтверджені запаси категорії measured — 69,5 т золота. Руди оконтурені за бортовому вмістом золота 1 г/т. Родовище Каїнанту являє собою три субмеридіональні жильні зони — Ірумафімпа (Irumafimpa), Аракомпа (Arakompa) і Маніапа (Maniapa). На кінець 2000 р. передбачувані запаси в розвіданій дільниці зони Ірумафімпа становили 1.84 млн т руди, або 25 т золота.
У межах рудного вузла Моробе розвідане родов. Гідден-Валлі (Hidden Valley), Гамата (Hamata) і Каверой-Крік (Kaveroi Creek). У 1999 р. на родов. Гідден-Валлі є 26.1 млн т руди із вмістом золота 3.5 г/т, або 91 т золота. На родов. Гамата у 1998 р. підраховано 5 млн т попередніх запасів руди із вмістом золота 2.9 г/т, передбачувані запаси золота — 14.5 т.
Кобальт і нікель. За даними ГГР є перспективи збільшення ресурсів кобальт-нікелевих латеритних руд. Нікель-кобальтове родовище Раму, розташоване на півн. узбережжі країни в провінції Маданґ, за 75 км на півд.-захід від м. Маданґ, відкрите в 1962 р. Родов. приурочене до кори вивітрювання серпентинізованих дунітів і габроїдів. Виявлені ресурси оцінені в 143.2 млн т руди, що містить в середньому 1.01 % нікелю і 0.1 % кобальту, з них підтверджені запаси становлять 75.7 млн т з 0.91 % нікелю і 0.1 % кобальту.
Кобальт-нікелеве родов. Вово-Гап знаходиться в провінції Оро. Виявлені ресурси родовища становлять 48.8 млн т руди з середнім вмістом нікелю 1,22 %, кобальту — 0,084 %. Висока імовірність збільшення ресурсів руди до 300 млн т.